# Xã Salt River, Quận Audrain, Missouri
Xã Salt River (tiếng Anh: Salt River Township) là một xã thuộc quận Audrain, tiểu bang Missouri, Hoa Kỳ. Năm 2010, dân số của xã này là 9.497 người.